# Fábio Bahia
Fábio Júnior Nascimento Santana, meglio noto come Fábio Bahia (Senhor do Bonfim, 2 novembre 1983), è un calciatore brasiliano, centrocampista del São Bento.